# Dodge 330
Dodge 330 – samochód osobowy klasy wyższej średniej (pełnowymiarowej) produkowany pod amerykańską marką Dodge w latach 1962–1964. 

## Historia i opis modelu

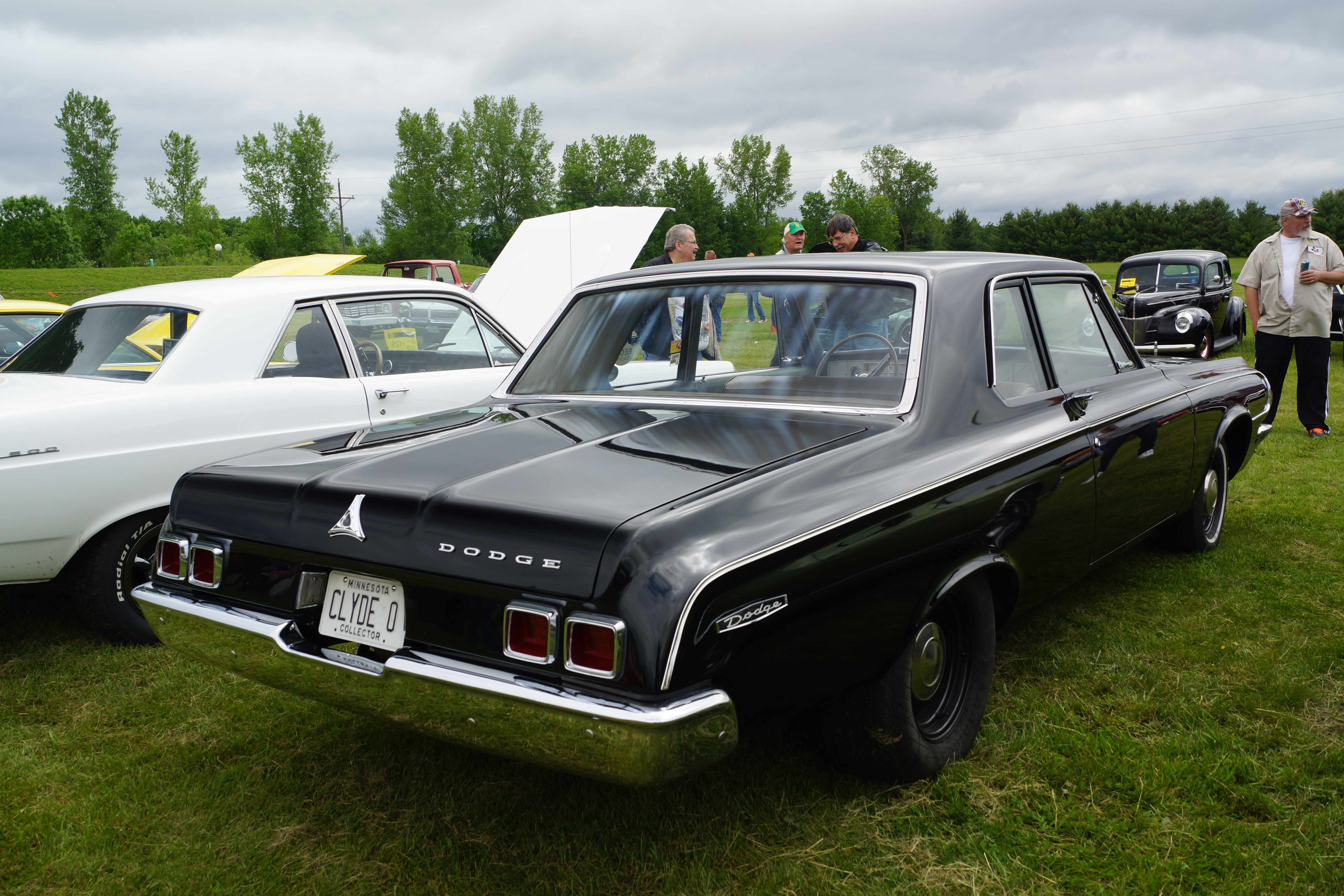
Dodge 330 - tył

W 1962 roku Dodge przedstawił luksusową odmianę modelu Dart o nazwie 330. Samochód odróżniał się detalami m.in. w wyglądzie pasa przedniego, a także więcej chromowanych ozdobników i poziom wyposażenia.
Dodge 330 dostępny był zarówno jako 2-drzwiowy, jak i 4-drzwiowy sedan.

### Następca
Po tym, jak produkcja 330 została zakończona, Dodge zdecydował się zastąpić ten model, razem z innym małoseryjnym sedanem Matador, kolejną generacją serii Polara.

### Silnik
- L6 3.7l Slant-6
- V8 5.2l A
- V8 5.9l B
- V8 6.3l B
- V8 7.0l RB